# Neolygrus
Neolygrus is een kevergeslacht uit de familie van de boktorren (Cerambycidae). De wetenschappelijke naam van het geslacht werd voor het eerst geldig gepubliceerd in 1980 door Martins.

## Soorten
Neolygrus omvat de volgende soorten:
- Neolygrus bicinctus (Jordan, 1903)
- Neolygrus trifasciatus (Waterhouse, 1898)